# Paradoja EPR
La paradoja de Einstein-Podolsky-Rosen o paradoja EPR es un experimento mental propuesto por Albert Einstein, Boris Podolsky y Nathan Rosen en 1935. Es relevante históricamente, puesto que pone de manifiesto un problema aparente de la mecánica cuántica, y en las décadas siguientes se dedicaron múltiples esfuerzos a desarrollarla y resolverla.

## Planteamiento teórico

Experimento de la paradoja EPR con pares positrón-electrón. Una fuente en el centro envía electrones a Alice (izqda.) y positrones a Bob (dcha.), que puede realizar mediciones.

Según Albert Einstein, y muchos otros científicos, la idea del entrelazamiento cuántico les resultaba extremadamente perturbadora, ya que violaba el principio de localidad. Esta particular característica de la mecánica cuántica permite preparar los estados de dos o más partículas en los cuales es imposible obtener información útil sobre el estado total del sistema haciendo sólo mediciones sobre una de las partículas. Por otro lado, en un estado entrelazado, manipulando una de las partículas, se puede modificar el estado total. Es decir, operando sobre una de las partículas se puede modificar el estado de la otra a distancia de manera instantánea. Esto habla de una correlación entre las dos partículas que no tiene lugar en el mundo de nuestras experiencias cotidianas.
El experimento planteado por EPR consiste en dos partículas que interactuaron en el pasado y que quedan en un estado entrelazado. Dos observadores reciben cada una de las partículas. Si un observador mide la inercia de una de ellas, sabe cuál es la inercia de la otra. Si mide la posición, gracias al entrelazamiento cuántico y al principio de incertidumbre, puede saber la posición de la otra partícula de forma instantánea, lo que contradice el sentido común.
La paradoja EPR está en contradicción con la teoría de la relatividad, ya que aparentemente se transmite información de forma instantánea entre las dos partículas. De acuerdo a EPR, esta teoría predice un fenómeno (el de la acción a distancia instantánea) pero no permite hacer predicciones deterministas sobre él; por lo tanto, la mecánica cuántica es una teoría incompleta.
Esta paradoja (aunque, en realidad, es más una crítica que una paradoja), critica dos conceptos cruciales: la no localidad de la mecánica cuántica (es decir, la posibilidad de acción a distancia) y el problema de la medición. En la física clásica, medir un sistema es poner de manifiesto propiedades que se encontraban presentes en el mismo; es decir: es una operación determinista. En mecánica cuántica, constituye un error asumir esto último. El sistema cambiará de forma incontrolable durante el proceso de medición, y solamente podemos calcular las probabilidades de obtener un resultado u otro.

## Propuesta experimental: las desigualdades de Bell
Hasta el año 1964, este debate perteneció al dominio de la filosofía de la ciencia. En ese momento, John Bell propuso una forma matemática para poder verificar la paradoja EPR. Bell logró deducir unas desigualdades asumiendo que el proceso de medición en mecánica cuántica obedece a leyes deterministas, y asumiendo también localidad, es decir, teniendo en cuenta las críticas de EPR. Si Einstein tenía razón, las desigualdades de Bell son ciertas y la teoría cuántica es incompleta. Si la teoría cuántica es completa, estas desigualdades serán violadas.
Desde 1976 en adelante, se han llevado a cabo numerosos experimentos y absolutamente todos ellos han arrojado como resultado una violación de las desigualdades de Bell. Esto implica un triunfo para la teoría cuántica, que hasta ahora ha demostrado un grado altísimo de precisión en la descripción del mundo subatómico, incluso a pesar de sus consabidas predicciones reñidas con el sentido común y la experiencia cotidiana.
En la actualidad, se han realizado numerosos experimentos basados en esta paradoja y popularizados en ocasiones bajo el nombre de teletransporte cuántico. Este nombre llama a engaño, ya que el efecto producido no es un teletransporte de partículas al estilo de la ciencia ficción sino la transmisión de información del estado cuántico entre partículas entrelazadas. La comprensión de esta paradoja ha permitido profundizar en la interpretación de algunos de los aspectos menos intuitivos de la mecánica cuántica. Esta área continúa en desarrollo con la planificación y ejecución de nuevos experimentos.

## La violación de las desigualdades de Bell
En el formalismo usual de la mecánica cuántica, los observables X e Y son representados como operadores autoadjuntos sobre un espacio de Hilbert.  Para computar la correlación,  asumimos que X e Y son representados por matrices en un espacio de dimensión finita y que X e Y conmutan; este caso especial es suficiente para nuestros propósitos abajo. El postulado de medida de von Neumann establece que: una serie de medidas de un observable X sobre una serie de sistemas idénticos en el estado {\displaystyle \phi } produce una distribución de valores reales. Por la asunción de que los observables son matrices finitas, esta distribución es discreta. La probabilidad de observar λ es no nula si y sólo si λ es un autovalor de la matriz X y por lo tanto la probabilidad es 
{\displaystyle \|\operatorname {E} _{X}(\lambda )\phi \|^{2}}
donde EX (λ) es el proyector correspondiente al autovalor λ. El estado del sistema inmediatamente tras la medición es
{\displaystyle \|\operatorname {E} _{X}(\lambda )\phi \|^{-1}\operatorname {E} _{X}(\lambda )\phi .}
De aquí, podemos mostrar que la correlación de observables que conmutan X e Y en un estado puro {\displaystyle \psi } es 
{\displaystyle \langle XY\rangle =\langle XY\psi \mid \psi \rangle .}
Apliquemos este hecho en el contexto de la paradoja EPR. Las medidas realizadas por Alicia y Bob son medidas de espín sobre electrones. Alicia puede elegir entre dos ajustes del detector denominados a y a′; estos ajustes corresponden a medidas del espín a lo largo del eje z o del eje x. Bob puede elegir entre dos ajustes del detector denominados b y b′; estos corresponden a medidas del espín a lo largo del eje z′ o del eje x′, donde el sistema de coordenadas x′ – z′ es rotado 45° relativamente al sistema de coordenadas x – z.   Los observables del espín son representados por matrices autoadjuntas 2 × 2 :
{\displaystyle S_{x}={\begin{bmatrix}0&1\\1&0\end{bmatrix}},S_{z}={\begin{bmatrix}1&0\\0&-1\end{bmatrix}}.}
Estas son las matrices de espín de Pauli normalizadas para que los correspondientes autovalores sean +1, −1.  Como es costumbre, denotamos los autovectores de Sx por
{\displaystyle \left|+x\right\rangle ,\quad \left|-x\right\rangle .}
Sea {\displaystyle \phi } el estado de singlete de espín para un par de electrones como en la paradoja EPR.  Este es un estado especialmente construido descrito por los siguientes vectores en el producto tensorial
{\displaystyle \left|\phi \right\rangle ={\frac {1}{\sqrt {2}}}{\bigg (}\left|+x\right\rangle \otimes \left|-x\right\rangle -\left|-x\right\rangle \otimes \left|+x\right\rangle {\bigg )}.}

Ahora apliquemos el formalismo CHSH a las medidas que pueden ser realizadas por Alicia y Bob.  

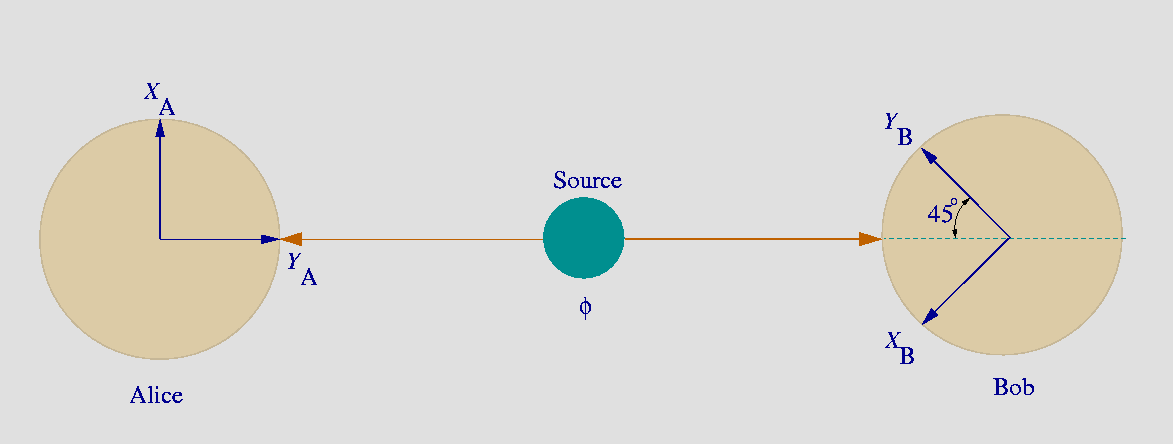
Ilustración del test de Bell para partículas de espín 1/2. La fuente produce pares de singlete de espín, una partícula de cada par es enviada a Alicia y la otra a Bob. Cada uno realiza una de las dos medidas de espín.

{\displaystyle A(a)=S_{z}\otimes I}
{\displaystyle A(a')=S_{x}\otimes I}
{\displaystyle B(b)=-{\frac {1}{\sqrt {2}}}\ I\otimes (S_{z}+S_{x})}
{\displaystyle B(b')={\frac {1}{\sqrt {2}}}\ I\otimes (S_{z}-S_{x}).}
Los operadores {\displaystyle B(b')}, {\displaystyle B(b)} corresponden a las medidas del espín de Bob a lo largo de x′ y z′.  Nótese que los operadores A conmutan con los operadores B, por lo que podemos aplicar nuestro cálculo para la correlación. En este caso, podemos mostrar que la desigualdad CHSH falla. De hecho, un cálculo directo muestra que
{\displaystyle \langle A(a)B(b)\rangle =\langle A(a')B(b)\rangle =\langle A(a')B(b')\rangle ={\frac {1}{\sqrt {2}}},}
y 
{\displaystyle \langle A(a)B(b')\rangle =-{\frac {1}{\sqrt {2}}}.}
por lo que
{\displaystyle \langle A(a)B(b)\rangle +\langle A(a')B(b')\rangle +\langle A(a')B(b)\rangle -\langle A(a)B(b')\rangle ={\frac {4}{\sqrt {2}}}=2{\sqrt {2}}>2.}
Teorema de Bell: Si el formalismo de la mecánica cuántica es correcto, entonces el sistema consistente en un par de electrones entrelazados no puede satisfacer el principio del realismo local. Nótese que {\displaystyle 2{\sqrt {2}}} es de hecho el límite superior de la mecánica cuántica llamado límite de Tsirelson, que es superior al valor esperado clásicamente: 2. Esto significa que la física cuántica no es local. Los operadores que dan este valor máximo son siempre isomorfos a las matrices de Pauli.